# Postia wakefieldiae
Postia wakefieldiae är en svampart som först beskrevs av Kotl. & Pouzar, och fick sitt nu gällande namn av Pegler & E.M. Saunders 1994. Postia wakefieldiae ingår i släktet Postia och familjen Fomitopsidaceae.   Inga underarter finns listade i Catalogue of Life.